# 卫东镇
卫东镇，是中华人民共和国陕西省商洛市洛南县一个已撤销的乡级行政区。
2015年，陕西省民政厅批复同意撤销卫东镇，将其所辖行政区域划归永丰镇。

## 历史
原为洛南县永丰区太平人民公社。三线建设时，第四机械工业部“四厂一院”，即：
- 八五三厂（国营宏星无线电器材厂）
- 八九五厂（国营华南无线电器材厂）
- 四三一零厂（国营华达无线电器材厂）
- 四三二零厂（国营南云无线电器材厂）
- 东风医院（1982年更名为电子工业部四零六医院，后改名陕西电子医院）

及职工生活设施的建设在此。建有商洛地区唯一的110千伏变电站，西湖水库，东湖水库，洛惠渠，向阳中小学等。1985年卫东镇上的四厂联合组建了西安西京电子元器件工业公司，1992年更名为西京电气总公司（简称“西京公司”）。1993年整体搬迁至西安高新区电子工业园。406医院也于1995年搬到西安，就是今天位于西安市电子城的“陕西省博爱医院”。陕西省政府[2001]5号政办通知决定将医院整体划归陕西省残疾人联合会主管“二级甲等”医院。
原卫东百货商店现为“三线博物馆”。